# Оливер Пејпунџ (Онтарио)
Оливер Пејпунџ (енгл. Oliver Paipoonge) је општина у Канади у покрајини Онтарио. Према резултатима пописа 2011. у општини је живело 5.732 становника.

## Становништво
Према резултатима пописа становништва из 2011. у граду је живело 5.732 становника, што је за 0,4% мање у односу на попис из 2006. када је регистровано 5.757 житеља.
| 2006. | 2011. |
| ----- | ----- |
| 5.757 | 5.732 |